# David Broome
David McPherson Broome (Cardiff, 1º marzo 1940) è un cavaliere britannico, dell'Ordine dell'Impero Britannico, due volte medaglia di bronzo ai Giochi olimpici estivi nell'Equitazione.

## Biografia
In carriera oltre ai due bronzi olimpici vanta due ori ai Campionati mondiali di equitazione e quattro ai Campionati europei di salto ostacoli.

## Palmarès
| Anno | Manifestazione  | Sede              | Evento                     | Risultato | Note |
| ---- | --------------- | ----------------- | -------------------------- | --------- | ---- |
| 1960 | Giochi olimpici | Roma              | Salto ostacoli individuale | Bronzo    |      |
| 1968 | Giochi olimpici | Città del Messico | Salto ostacoli individuale | Bronzo    |      |